# Assio
Assio est un village situé dans le département et la commune rurale de Bagassi, dans la province des Balé et dans la région de la Boucle du Mouhoun au Burkina Faso. En 2019, le dernier recensement général comptabilisait 1 549 habitants,.

## Géographie
La commune est traversée par la route nationale 1.